# 盛力健児
盛力 健児（せいりき けんじ 、1941年5月29日 - ）は、日本の元ヤクザ。指定暴力団・六代目山口組元若中、六代目山口組盛力会元会長。
元々は山健組の二次団体で渡世名も親分の山本健一に由来している。大阪戦争の際には配下の組員に松田組組員への殺害指示を下したとして殺人罪で懲役15年の有罪判決を受け、長期間服役した。盛力は著書の中で「大阪府警察は山本健一 (ヤクザ)をこの事件の首謀者に仕立て上げようと自分に自白を強要しようとした。」と著している、服役中の1989年6月、五代目山口組・渡辺芳則組長は、盛力健児に盃を与え、山口組直参にした。2009年、山口組内の直参大量処分騒動に巻き込まれて除籍処分、引退。2025年04月24日、一般社団法人任俠盛力健児を設立。

## 著書
- 『鎮魂 さらば、愛しの山口組』宝島社、2013。ISBN 978-4-7966-9914-3。宝島社文庫、2014

## 盛力健児関連の映画・オリジナルビデオ
- 『実録・大阪やくざ戦争 報復』（2002年、GPミュージアムソフト）、法力朱雀のモデルは、盛力健児。法力朱雀役は、清水健太郎